# Czajki (Miłocin)
Czajki – część wsi Miłocin w województwie lubelskim, w powiecie lubelskim, w gminie Wojciechów
W latach 1975–1998 miejscowość należała administracyjnie do województwa lubelskiego.
Wierni Kościoła rzymskokatolickiego należą do parafii Najświętszej Maryi Panny Matki Kościoła w Palikijach lub do parafii św. Teodora w Wojciechowie.